# I Hate Myself and Want to Die
〈I Hate Myself and Want to Die〉는 커트 코베인이 쓰고 미국의 록 밴드 너바나가 1993년 2월 녹음한 노래다.

## 배경 및 녹음
코베인은 원래 밴드의 세 번째 음반의 제목을 《I Hate Myself and I Want to Die》으로 하는 것을 염두에 두었지만, 《롤링 스톤》의 톰 말론에 따르면 그는 제목이 함의하고 있는 어두운 유머가 몇몇 평론가와 팬들에게 먹히지 않을 것 같아 자의로 바꾸었다. 너바나의 베이스 연주자 크리스 노보셀릭은 코베인이 이 제목을 사용했다간 밴드가 곧 소송에 직면할 것이기 때문에 쓰지 않았다고 확실히 말했다. 코베인은 제목을 《Verse Chorus Verse》로 바꾸었고 2주 뒤에 최종 제목인 《In Utero》로 정했다.
1993년 1월, 너바나는 곡의 데모를 녹음했다. 브라질 리우데자네이루 소재의 BMG 아이올라 Ltda에서 크레이그 몽고메리가 프로듀서로 회동했다. 곡의 최종 버전은 《In Utero》 세션이 있던 1993년 2월 페시덤 스튜디오에서 프로듀서 스티브 알비니와 함께 녹음했다. 곡의 테이프 박스에는 곡을 나타내는 생선 표식이 붙여져 있다. 1993년 10월, 코베인은 데이비드 프릭크와의 인터뷰에서 자신은 곡을 "[말 그대로] 장난해 보려고" 쓴 것이며 곡의 가사는 "웃길 뿐"이라고 말했다. 이어 자신을 "이 곡을 오줌으로 여기며, 불평하고, 당시 자살하길 원하는 정신 나간 조현병 환자"라고 자칭했다. 짐 로드리게즈에 따르면, 그는 이미 《In Utero》 속에 "소음"이 너무 많았기 때문에 수록하지 않았다고 말했다.
너바나와 계약한 게펜 레코드가 곡의 발표를 위해 60,000달러를 지불했고 1993년 11월 23일에 출시된 컴필레이션 음반 《The Beavis and Butt-head Experience》에 담았다. 〈Pennyroyal Tea〉가 상업용 싱글로 출시될 수도 있었지만, 이 싱글의 B면에는 〈I Hate Myself and Want to Die〉가 있었고, 때문에 음반 레이블이 코베인의 죽음을 자사의 상업적 용도로 사용하려는 것으로 보일 수 있었기 때문에 무산되었다. 이후 〈Pennyroyal Tea〉는 2014년 4월의 레코드 스토어 데이의 일환으로 출시되었다.

## 반응
R. 그레이 패터슨이 쓴 《이면을 걸어보자: 로큰롤의 신화, 전설, 그리고 저주》에서 저자는 노래를 "[코베인의] 자기 정찰을 보여주는 시도"라며 존 레논의 〈Yer Blues〉와 견주었다. 《너바나에 대한 거친 가이드》를 쓴 길리엄 G. 가르는 노래를 "빠르고, 친숙한 스레시가 ... 넌센스한 가사와 동반"되며 음악 자체는 제목과 별 상관 없는 것 같다고 썼다. 《롤링 스톤》은 102개의 너바나 노래 랭킹에서 44위로 선정했다. 블랙아웃이 곡을 〈I Love Myself and I Want to Live〉로 패러디하여 2009년 발표했다. 배튼 러그 슬러지 밴드 토우가 커버하여 EP 〈The Sacrifice〉에 담았다.

## 녹음 및 발표 일자
| 녹음 일자  | 스튜디오                                | 프로듀서/녹음자   | 날짜                                                                                                  |
| ---------- | --------------------------------------- | ----------------- | --- |
| 1993년 1월 | 브라질 리우데자네이루 BMG 아리올라 Ltda | 크레이그 몽고메리 | 《With the Lights Out》 (2004)                                                                        |
| 1993년 2월 | 패시덤 스튜디오                         | 스티브 알비니     | 《The Beavis and Butt-head Experience》 (1993) 《Pennyroyal Tea》 (1994) 《In Utero (deluxe)》 (2013) |

## 참여 인원
너바나
- 커트 코베인 – 보컬, 기타, 백 보컬
- 크리스 노보셀릭 – 베이스
- 데이브 그롤 –드럼

제작 인원
- 스티브 알비니 – 프로듀서, 엔지니어
- 애덤 캐스퍼 – 엔지니어
- 밥 루드비히 – 마스터링

## 참고 문헌
Cross, Charles R. (2002). 《Heavier Than Heaven: The Biography of Kurt Cobain》. Sceptre. ISBN 978-1-444-71389-3.